# Germán Villa
Germán Villa Castañeda (Ciudad de México, México, 2 de abril de 1973) es un exfutbolista mexicano. Jugó de mediocampista y su último equipo fue Querétaro FC de la Primera División Mexicana.

## Trayectoria
Germán Villa debutó en el Club América de la primera división mexicana el domingo 29 de septiembre de 1991 en el campo del club León. En 1998 es contratado por el RCD Espanyol. Luego, Villa regresó en 1999 al América, y en el año 2000 fue transferido al Necaxa donde solo jugó un torneo. El verano de 2000 volvió al América, para luego pasar, el torneo clausura 2009, al club Necaxa junto a su excompañero americanista Alfredo Moreno. El Querétaro FC, de la mano de Carlos Reinoso, lo contrató para el Torneo Bicentenario 2010 siendo éste su regreso a la Primera División de México. En enero del año 2011, anunció su retiro como jugador de fútbol profesional.

## Estadísticas

### Clubes
| C. América · México |               |               |     |    |    |    |    |     |     |    |
| 1.ª |               |               |     |    |    |    |    |     |     |    |
| 1991-92 | 2             | 0             | 0   | 0  | 0  | 0  | 2  | 0   |     |    |
| 1992-93 | 3             | 0             | -   | -  | 0  | 0  | 3  | 0   |     |    |
| 1993-94 | 14            | 0             | -   | -  | -  | -  | 14 | 0   |     |    |
| 1994-95 | 6             | 0             | 0   | 0  | -  | -  | 6  | 0   |     |    |
| 1995-96 | 38            | 0             | 1   | 0  | -  | -  | 39 | 0   |     |    |
| 1996-97 | 33            | 1             | 0   | 0  | -  | -  | 33 | 1   |     |    |
| 1997-98 | 29            | 1             | 1   | 0  | 8  | 0  | 38 | 1   |     |    |
| 1998-99 | 16            | 0             | 2   | 0  | -  | -  | 18 | 0   |     |    |
| 1999-00 | 16            | 0             | 4   | 0  | 14 | 0  | 34 | 0   |     |    |
| 2000-01 | 33            | 0             | 4   | 0  | -  | -  | 37 | 0   |     |    |
| 2001-02 | 28            | 0             | 2   | 0  | 10 | 0  | 42 | 0   |     |    |
| 2002-03 | 40            | 2             | -   | -  | 3  | 0  | 43 | 2   |     |    |
| 2003-04 | 20            | 1             | 4   | 0  | 10 | 0  | 34 | 1   |     |    |
| 2004-05 | 40            | 0             | 5   | 0  | -  | -  | 45 | 0   |     |    |
| 2005-06 | 31            | 0             | -   | -  | 4  | 0  | 35 | 0   |     |    |
| 2006-07 | 38            | 4             | 3   | 0  | 7  | 1  | 48 | 5   |     |    |
| 2007-08 | 23            | 1             | 3   | 0  | 16 | 1  | 42 | 2   |     |    |
| 2008-09 | 12            | 0             | -   | -  | 2  | 0  | 14 | 0   |     |    |
| Total club | Total club    | 422           | 10  | 29 | 0  | 74 | 2  | 527 | 12  |    |
| R.C.D. Espanyol · España |               |               |     |    |    |    |    |     |     |    |
| 1.ª | 1998-99       | 12            | 0   | 0  | 0  | -  | -  | 12  | 0   |    |
| Total club | Total club    | 12            | 0   | 0  | 0  | -  | -  | 12  | 0   |    |
| C. Necaxa · México |               |               |     |    |    |    |    |     |     |    |
| 1.ª | 1999-00       | 17            | 1   | -  | -  | 3  | 0  | 20  | 1   |    |
| 1.ª | 2008-09       | 7             | 0   | -  | -  | -  | -  | 7   | 0   |    |
| Total club | Total club    | 24            | 1   | -  | -  | 3  | 0  | 27  | 1   |    |
| Querétaro F.C. · México |               |               |     |    |    |    |    |     |     |    |
| 1.ª | 2009-10       | 12            | 0   | -  | -  | -  | -  | 12  | 0   |    |
| Total club | Total club    | 12            | 0   | -  | -  | -  | -  | 12  | 0   |    |
| Total carrera | Total carrera | Total carrera | 470 | 11 | 29 | 0  | 77 | 2   | 576 | 13 |
| (1)Incluye datos de la Copa México y Pre Pre Libertadores (1998, 1999, 2000 y 2001). (2)Incluye datos de la Copa Campeones CONCACAF (1992, 1999, 2003 y 2006), SuperLiga (2008), Copa Sudamericana (2005 y 2008), Pre Libertadores (1998, 2000 y 2002) y Copa Libertadores (1998, 2000, 2002, 2004, 2007 y 2008). |               |               |     |    |    |    |    |     |     |    |

## Selección nacional
Desde su debut el 14 de enero de 1996, bajo la dirección técnica de Bora Milutinovic, fue internacional con la Selección de fútbol de México en 67 ocasiones y disputando dos Copas Mundiales.

### Participaciones en fases finales
| Competición                    | Categoría | Sede                  | Resultado        | Partidos |
| ------------------------------ | --------- | --------------------- | ---------------- | -------- |
| Juegos Panamericanos de 1995   | Sub-23    | Argentina             | Medalla de plata | 5        |
| Juegos Olímpicos de 1996       | Sub-23    | Estados Unidos        | Cuartos de final | 4        |
| Copa Oro CONCACAF 1996         | Absoluta  | Estados Unidos        | Campeón          | 3        |
| Copa América 1997              | Absoluta  | Bolivia               | Tercer lugar     | 6        |
| Copa FIFA Confederaciones 1997 | Absoluta  | Arabia Saudita        | Primera fase     | 1        |
| Copa Oro CONCACAF 1998         | Absoluta  | Estados Unidos        | Campeón          | 3        |
| Copa Mundial FIFA 1998         | Absoluta  | Francia               | Octavos de final | 3        |
| Copa FIFA Confederaciones 1999 | Absoluta  | México                | Campeón          | 5        |
| Copa FIFA Confederaciones 2001 | Absoluta  | Corea del Sur y Japón | Primera fase     | 0        |
| Copa Mundial FIFA 2002         | Absoluta  | Corea del Sur y Japón | Octavos de final | 0        |
| Total                          | –         | –                     | –                | 30       |

## Palmarés

### Campeonatos nacionales
| Título               | Club       | País           | Año  |
| -------------------- | ---------- | -------------- | ---- |
| Pre Pre Libertadores | C. América | Estados Unidos | 2001 |
| Primera División     | C. América | México         | 2002 |
| Primera División     | C. América | México         | 2005 |
| Campeón de Campeones | C. América | México         | 2005 |

### Copas internacionales
| Título                          | Club               | País               | Año  |
| ------------------------------- | ------------------ | ------------------ | ---- |
| Copa Interamericana             | C. América         | México             | 1991 |
| Copa Campeones CONCACAF         | C. América         | México             | 1992 |
| Copa Oro CONCACAF               | Selección Mexicana | Estados Unidos     | 1996 |
| Copa Oro CONCACAF               | Selección Mexicana | Estados Unidos     | 1998 |
| Copa FIFA Confederaciones       | Selección Mexicana | México             | 1999 |
| Copa Campeones CONCACAF         | C. Necaxa          | Estados Unidos     | 1999 |
| Copa de Gigantes de la Concacaf | C. América         | Estados Unidos     | 2001 |
| Pre Libertadores                | C. América         | México y Venezuela | 2002 |
| Copa Campeones CONCACAF         | C. América         | México             | 2006 |